# Richard Virenque
Richard Virenque (Casablanca, 19 novembre 1969) è un ex ciclista su strada francese. Professionista dal 1991 al 2004, conta sette vittorie di tappa al Tour de France, una vittoria di tappa al Giro d'Italia e un bronzo mondiale nella prova in linea del 1994, oltre ad essere il ciclista che ha vinto per il maggior numero di volte (7) la classifica scalatori al Tour de France.

## Biografia
Secondo dei tre figli di Jacques Virenque, dirigente di un'azienda per la lavorazione della gomma, e Bérangère Kereveur, il fratello maggiore Lionel è il manager della Vélo Sport Hyérois, prima squadra in cui Richard è entrato all'età di tredici anni.

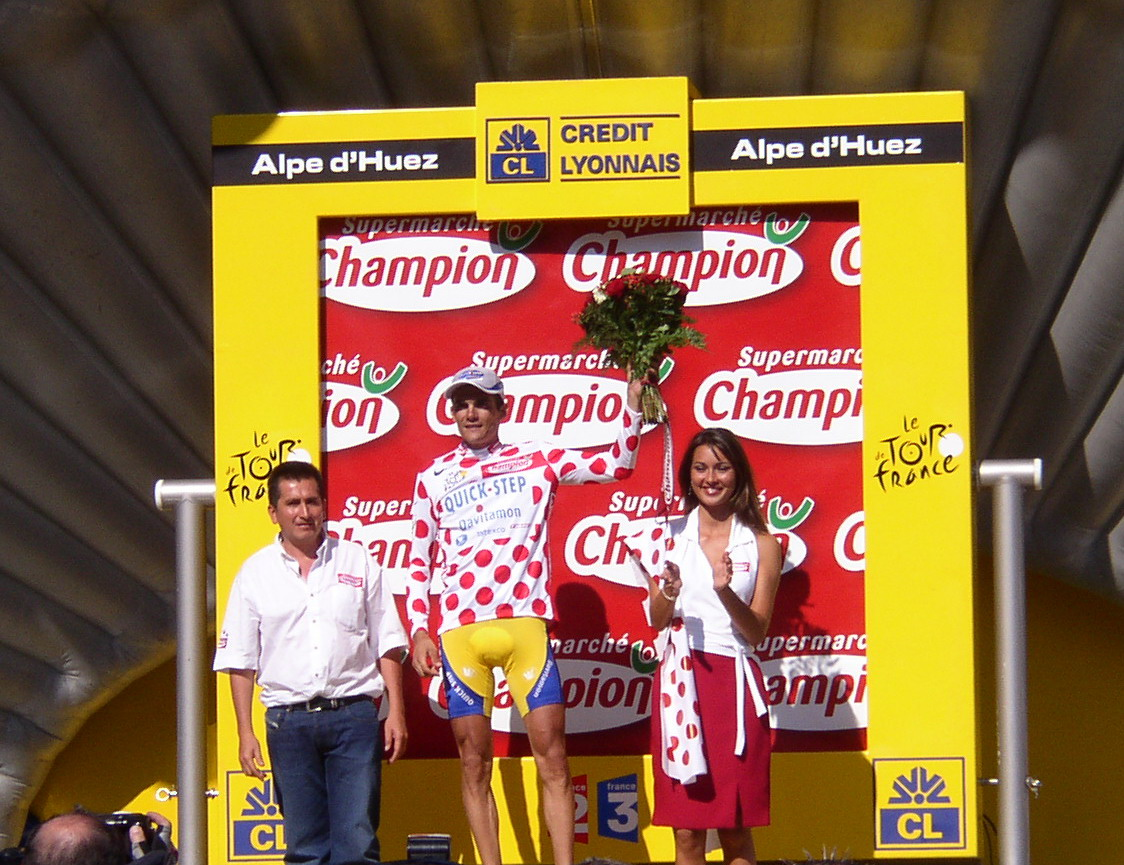
Virenque in maglia a pois di leader della classifica dei GPM, nel Tour de France 2003.

A 13 anni fa parte della squadra Vélo Club Hyèrois, da dilettante corre per le squadre Mimosas Sport di Mandelieu e ASPTT Paris di Parigi. Nel 1991 e 1992 corre con la squadra R.M.O., dal 1993 al 1998 con la Festina, nel 1999 e nel 2000 con la Polti, nel 2001 e nel 2002 con la Domo, per poi passare nel 2003 alla Quick Step, con cui concluse la carriera nell'ottobre del 2004.
Partecipò dodici volte al Tour de France, terminando sei volte tra i primi dieci - fu terzo nella classifica generale nel 1996 e secondo nel 1997 - e indossando la maglia gialla due volte - un giorno nel 1992 e uno nel 2003. Per sette volte ha ottenuto la maglia a pois di miglior scalatore (nelle edizioni 1994, 1995, 1996, 1997, 1999, 2003 e 2004), indossandola per un totale di 88 giorni, e superando il record dello spagnolo Federico Bahamontes. Nel 1995 arrivò quinto in classifica generale alla Vuelta a España, mentre nella sua unica partecipazione al Giro d'Italia, nel 1999, ottenne una vittoria di tappa e raggiunse il quattordicesimo posto nella classifica finale.
Dal 1993 al 1998 è stato membro della squadra Festina, toccata nel 1998 da uno scandalo nato con per l'arresto del massaggiatore della squadra Willy Voet, in possesso di una grande quantità di prodotti dopanti, che farà emergere un doping organizzato a livello di squadra. Virenque ammetterà solo nel 2000, durante un processo, di essersi dopato. Sospeso per un anno, ritornò nel 2001 e vinse la maglia a pois del Tour per altre due volte.
Nel 2001 vinse una classica per velocisti, la Parigi-Tours, andando in fuga al mattino e resistendo al ritorno del gruppo, arrivato a pochi secondi da lui

## Palmarès
- 1990

Circuit de la vallée du Bédat
- 1993

1ª tappa Tour du Limousin (Gueret)
- 1994

2ª tappa Route du Sud (Saint Gaudens > Guzet-Neige)
12ª tappa Tour de France (Lourdes > Luz Ardiden)
Trophée des Grimpeurs
- 1995

4ª tappa Critérium du Dauphiné (Carpentras)
6ª tappa Critérium du Dauphiné (Vaujany)
16ª tappa Tour de France (Saint-Girons > Cauterets)
- 1996

4ª tappa Critérium du Dauphiné (Tain-l'Hermitage > Mont Ventoux)
Giro del Piemonte
- 1997

Grand Prix d'Ouverture La Marseillaise
14ª tappa Tour de France (Le Bourg-d'Oisans > Courchevel)
- 1998

6ª tappa Critérium du Dauphiné
- 1999

13ª tappa Giro d'Italia (Sassuolo > Rapallo)
- 2000

16ª tappa Tour de France (Courchevel > Morzine)
- 2001

Parigi-Tours
- 2002

4ª tappa Tour de France (Lodève > Mont Ventoux)
- 2003

7ª tappa Tour de France (Lione > Morzine)
- 2004

10ª tappa Tour de France (Limoges > Saint-Flour)

### Altri successi
- 1992

Criterium di Lamballe
Criterium Bol d'or des Monédières - Chaumeil
Classifica giovani Paris-Nice
- 1993

Boucles de l'Aulne (Criterium)
Classifica scalatori Tour du Limousin
- 1994

Criterium di Callac
Boucles de l'Aulne
Criterium di Nizza
Classifica scalatori Tour de France
- 1995

Criterium St. Martin de Landelles - Polynormande
Critérium de Lisieux
Criterium Castillon-la-Bataille
Prix de Telde aux Canaries (gara ad eliminazioni)
Classifica scalatori Critérium du Dauphiné
Classifica scalatori Grand Prix du Midi Libre
Classifica scalatori Tour de France
- 1996

Critérium de Château-Chinon
Critérium de Lamballe
Criterium de Vayrac
Classifica scalatori Critérium du Dauphiné
Classifica scalatori Tour de France
Premio della Combattività Tour de France
- 1997

Criterium de Castillon la Bataille
Criterium de Vayrac
Criterium de St. Martin de Landelles - Polynormande
Criterium de Ronde des Korrigans - Camors
Criterium de Qiullan
Criterium de Hyères
2ª tappa, 2ª semitappa Tour Méditerranéen (Cronosquadre, Velaux)
Classifica scalatori Tour de France
Premio della Combattività Tour de France
- 1998

Criterium de Ronde Aix-en-Provence
Criterium de Chateauroux
- 1999

Criterium de Lisseux
Criterium de Quillan
G.P. de la Ville de Luxembourg - Gala Tour de France
Classifica scalatori Tour de France
- 2000

Criterium de Leves
Critérium de Marcolès
Criterium de Dijon
Criterium Draai Van de Kaai - Roosendaal
- 2002

Critérium de Castillon-la-Bataille
Classifica scalatori Tour Méditerranéen
- 2003

Criterium Ronde des Korrigans - Camors
Classifica scalatori Tour de France
- 2004

Classifica scalatori Tour de France
Premio della Combattività Tour de France
Ronde du Carnaval d'Aix-en-Provence
Critérium de Castillon-la-Bataille
Criterium Pau - Lyautey

## Piazzamenti

### Grandi Giri
- Giro d'Italia

1999: 14º
- Tour de France

1992: 25º
1993: 19º
1994: 5º
1995: 9º
1996: 3º
1997: 2º
1998: squalificato (7ª tappa)
1999: 8º
2000: 6º
2002: 16º
2003: 16º
2004: 15º
- Vuelta a España

1995: 5º
1998: 11º
2000: 16º
2001: 24º
2003: squalificato (9ª tappa)

### Classiche monumento
- Milano-Sanremo

1992: 18º
1993: 54º
1994: 24º
1995: 93º
1996: 60º
1997: 44º
1998: 41
1999: 63º
2000: 153º
2002: 57º
2003: 61º
- Liegi-Bastogne-Liegi

1992: 21º
1994: 19º
1996: 8º
1997: 14º
1998: 65º
1999: 35º
2000: 81º
2003: 56º
- Giro di Lombardia

1991: 29º
1996: 7º
1997: 27º
1998: 20º
2000: 19º
2001: 4º

### Competizioni mondiali
- Campionati del mondo

Utsunomiya 1990 - In linea Dilettanti: 8º
Oslo 1993 - In linea: 20º
Agrigento 1994 - In linea: 3º
Duitama 1995 - In linea: 6º
Lugano 1996 - In linea: 5º
San Sebastián 1997 - In linea: 60º
Plouay 2000 - In linea: 32º
Lisbona 2001 - In linea: 31º
Zolder 2002 - In linea: 108º
- Giochi olimpici

Atlanta 1996 - In linea: 5º
Sydney 2000 - In linea: 63º
Atene 2004 - In linea: 48º